# Rejon ołeksandriwski (obwód doniecki)
Rejon ołeksandriwski – jednostka administracyjna wchodząca w skład obwodu donieckiego Ukrainy.
Rejon ma powierzchnię 1000 km² i liczy około 23 tysięcy mieszkańców. Siedzibą władz rejonu jest Ołeksandriwka.